# Lutzomyia melloi
Lutzomyia melloi är en tvåvingeart som först beskrevs av Causey O. R., Damasceno R. G. 1945.  Lutzomyia melloi ingår i släktet Lutzomyia och familjen fjärilsmyggor. Inga underarter finns listade i Catalogue of Life.